# Inocenc Arnošt Bláha

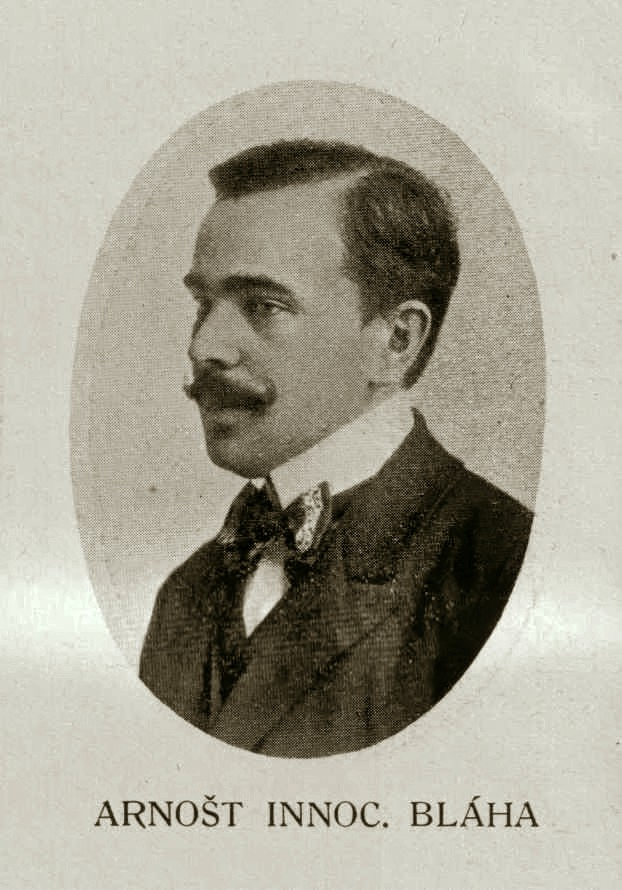
Inocenc Arnošt Bláha vor 1930

Inocenc Arnošt Bláha (* 28. Juli 1879 in Krasoňov bei Humpolec; † 25. April 1960 in Brünn) war ein tschechoslowakischer Soziologe, Philosoph und Pädagoge.

## Leben
Nach Abschluss des Gymnasiums in Pilgrams 1897 besuchte er das theologische Seminar in Königgrätz, aus dem er wegen seiner freidenkerischen Ansichten 1899 ausgeschlossen wurde. Danach studierte er in Prag, Wien und Paris Philosophie und Soziologie, und schrieb 1908 an der Karls-Universität seine Dissertation.
Anschließend war er als Professor an der Realschule in  Neustadtl tätig. An der Hochschule in Brünn schrieb er seine weitere Habilitation in Philosophie mit Schwerpunkt Soziologie, war weiter an Schulen in Brünn und Prag tätig und wechselte schließlich 1922 an die philosophische Fakultät der musischen Künste, an der er bis 1949 als Professor und Rektor des soziologischen Seminars wirkte. Nach der Schließung tschechischer Hochschulen während des Zweiten Weltkrieges und kurzer Inhaftierung kämpfte er bis zu seiner Pensionierung 1949 um die Erhaltung des Fachgebietes Soziologie. Nach 1950 arbeitete er an seinem Werk Soziologie (Sociologie); eine Synthese seines Lebenswerkes.

## Werke
Gemeinsam mit Emanuel Chalupný und Josef Ludvík Fischer verlegte er von 1930 bis 1949 die Zeitschrift Soziologische Revue. Neben theoretisch-methodisch soziologischen Arbeiten publizierte er eine Reihe von Monographien unter anderem zum Thema Soziologie der Arbeiter, Landwirte und Gelehrten, Soziologie der Jugend und Familie, Geschichte der tschechischen Soziologie. Er beschäftigte sich aber auch mit Problemen der Ethik, Familie und Erziehung.
Seine philosophischen Ansichten waren dem kritischen Realismus zugewandt, unter Einbeziehung des klassischen Positivismus von Auguste Comte, John Stuart Mill und Herbert Spencer und des soziologischen Objektivismus Émile Durkheims.

### Abhandlungen
- Po cestách vítězů. 1902.
- Ať je země písní …. 1903.
- Město: Sociologická studie. 1914.
- Mravní výchova se stanoviska sociologického. 1921.
- Filosofie mravnosti. 1922.
- K psychologii doby: Kniha studií. 1922.
- Současné názory mravní. 1923.
- Základy mravnosti. 1923.
- Program Strany pokrokové. 1925.
- Sociologie sedláka a dělníka. 1925, 1937.
- Zásady pokrokové politiky. 1926.
- Problémy lidové výchovy: Její pojem, úkoly a předpoklady. 1927.
- Sociologie dětství. 1927, 1930, 1948.
- O laický základ mravní výchovy. 1929.
- Dnešní krise rodinného života. 1933, 1941, 1947.
- Sociologie inteligence. 1937.
- Vědecká morálka a mravní výchova. 1940.
- Kultura a politika. 1946, 1947.
- Úkol vědy a umění v životě. 1946.
- Jak se dívat sociologicky na život. 1947.
- Ethika jako věda. 1947, 1991.
- Výchova k rodičovství. 1947.
- Sociologie. 1968.
- Československá sociologie. Od svého vzniku do roku. 1948, 1997

### Sammelwerke
- Krásný individualism. T. G. Masarykovi k šedesátým narozeninám, 1910, 1930.

## Schüler
- Mojmír Hájek
- Antonín Obrdlík
- Juliána Obrdlíková
- Bedřich Václavek
- Bruno Zwicker